# Microregione di Itapetinga
 Itapetinga è una microregione dello Stato di Bahia in Brasile, appartenente alla mesoregione di Centro-Sul Baiano.

## Comuni
Comprende 9 municipi:
- Encruzilhada
- Itambé
- Itapetinga
- Itarantim
- Itororó
- Macarani
- Maiquinique
- Potiraguá
- Ribeirão do Largo